# Serhij Symonenko
Serhij Jurijovyč Symonenko (in ucraino Сергій Юрійович Симоненко?; traslitterazione anglosassone: Serhiy Symonenko; Kup"jans'k, 12 giugno 1981) è un ex calciatore ucraino, di ruolo difensore o centrocampista.

## Carriera

### Nazionale
Ha partecipato ai Mondiali Under-20 del 2001.
Nel 2004 ha giocato 2 partite con la nazionale maggiore ucraina.

## Palmarès

### Club

#### Competizioni nazionali
- Perša Liha: 1

Sevastopol': 2012-2013